# Артаксеркс IV (царь Персиды)
Артаксеркс IV — царь Персиды в конце II века.
Артаксеркс IV был царём Персиды — вассальным властителем в Парфянской державе. По мнению авторов Ираники, отцом правившего в конце II века Артаксеркса IV был Манучехр III. Преемником Артаксеркса IV стал Шапур — старший брат Ардашира Папакана.
Для нумизматического материала Артаксеркса IV, как и для нескольких предшествующих ему царей Персиды из «семейства Манучехра», характерно наличие изображения лица правителя на только на аверсе, но и на реверсе монет. По замечанию иранского исследователя Х. Резахани, бюст царя окружён ореолом солнечных лучей — знаком Митры, что может свидетельствовать об особом интересе к этому богу.